# Kölcsönadott élet
A Kölcsönadott élet 1943-ban bemutatott fekete-fehér romantikus magyar filmdráma, Muráti Lili, Ilosvay Katalin, és Borsovai Lengyel László főszereplésével.

## Története
|  | Alább a cselekmény részletei következnek! |

A házasság előtt álló Mária születésnapjára készül, új ruháját próbálgatja, ám nem elégedett vele, így elmegy szabónőjéhez, Mariettához. Számon kéri rajta hanyagságát, ám a lány bánatában elsírja magát, majd elpanaszolja, hogy egy éve levelezik egy katonával, Tamással, akibe beleszeretett. A katona fényképet is kért róla, de ő nem küldött, mivel magát nem tartja elég szépnek. A baka azonban súlyosan megsebesült a fronton, kórházba kerül, ahonnan levél érkezik Mariettához, hogy nincs remény arra, hogy szerelme túléli a sebesülést, mindemellett pedig a katona kéri, látogassa meg őt, hogy legalább egyszer láthassa őt. Marietta fél attól, hogy a katona csalódik benne, így megkéri Máriát, aki szerinte szebb, mint ő, hogy tegyen helyette látogatást a kórházban. Mária el is megy a kórházba, ahol beengedik a nővér elmondása szerint haldokló katonához, akiről mindeddig úgy hitték, hogy több napja eszméletlen. Azonban a néhány percig eszméletén lévő katona felismeri Máriában Mariettát és pár szót sikerül is váltaniuk. A nővér tájékoztatja erről a katonaorvost, aki úgy véli, hogy a sebesült állapota a látogató miatt javult, akibe az végtelenül szerelmes, és hetek óta csak neki ír, csak az ő nevét emlegeti. A doktor megígérteti Máriával, hogy naponta látogatni fogja a katonát, hiszen így van esély a felépülésre. Ezt Mária meg is teszi, ám egy idő után nem szívesen csinálja – hisz vőlegénye van – így felkeresi Mariettát, és bejelenti, hogy nem játszik tovább. Marietta kérleli, hogy csupán addig bírja ki, míg Tamás elég erős lesz ahhoz, hogy kibírjon egy ilyen csalódást. 
A katona felépül, és egyre többször találkozik Máriával, aki csakúgy, mint Marietta, beleszeret a katonába. Sok időt töltenek együtt, Tamás többször haza akarja kísérni, ám az ezt nem szeretné, így rendszerint Marietta lakásánál elköszön Tamástól. Egy idő után azonban nem bírja a hazugságot és el akarja mondani Tamásnak az igazságot, ám ebben csak addig jut, hogy Tamás megtudja, hazudott neki. Egy napon aztán elbúcsúzik Tamástól, akit nem hagy nyugodni az ügy, így – abban a tudatban, hogy Máriával fog találkozni – elmegy Marietta lakására, ez idő alatt Mária már a házasságára készül. Mivel Tamás nem talál senkit otthon, levelet hagy Marietta lakásánál, amelyben közli: ha másnap Marietta nem jön, akkor felmegy hozzá ő. A levelet azonban Marietta kapja meg, aki válaszol rá, azt írja, betegeskedik, legyen türelemmel, így ismét hosszas levelezésbe kezdenek. Marietta próbál kapcsolatba lépni Máriával, hogy segítsen, ám az hallani sem akar erről az ügyről. Marietta végül úgy dönt, megírja az ügy minden részletét Tamásnak. Alig kezdte meg a levelét, beállított hozzá Tamás, akinek mint Marietta egy barátnője mutatkozott be. Végül Marietta nem bírja tovább, a zuhogó esőben elrohan a legközelebbi telefonfülkéhez, és felhívja Máriát, aki azonban nem veszi fel a kagylót, így a zuhogó esőben reggelig vár, mígnem Tamás elmegy. 
Ezután felkeresi Máriát, akinek elmondja a történteket és felszólítja, válaszoljon a levelekre, mivel Tamás nem őt, nem Mariettát szereti, hanem Máriát, azt akivel eddig volt. Mária – bár bevallja, hogy ő is szerelmes Tamásba – ezt visszautasítja. Az utcán töltött éjszaka során azonban Marietta megbetegszik, tüdőgyulladást kap, és hamarosan meghal. Mária nem bírja tovább, először Marietta lakására megy el, ahol értesül szabónője haláláról. Időközben Tamás átadja műtermét egy ismerősének és elutazik, így a műtermében Mária már nem találja. Hetek telnek el, közeledik Mária esküvője. Váratlanul – Mária eljegyzésével egy napon – Tamás meglátogatja egykori műtermében barátját, ahol értesül arról, hogy a szerinte halott lány többször kereste. Mária bevallja vőlegényének, hogy mást szeret, elsiet Tamáshoz, akinek elmond mindent és szerelmet vall. 

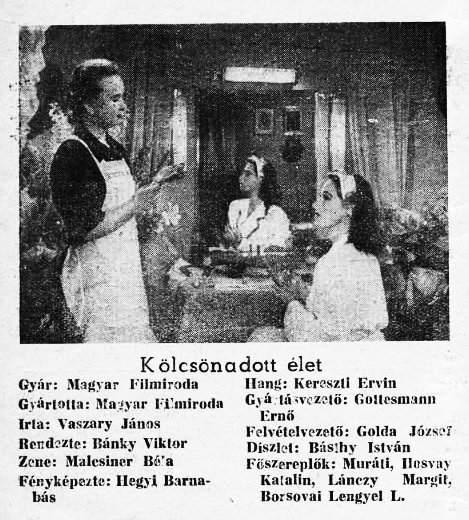
Összefoglaló a Kölcsönadott Életről a Magyar Film c. folyóiratban (1943)

|  | Itt a vége a cselekmény részletezésének! |

## Szereplők
- Muráti Lili – Mária
- Ilosvay Katalin – Marietta
- Lánczy Margit – anya
- Szakáts Zoltán – Tamás barátja
- Borsovai Lengyel László – Tamás
- Buttykay Emmi – Mária barátnője
- Járay Teri
- Donáth Kató
- Sitkey Irén
- Kürthy György
- Boray Lajos
- Falussy István
- Szendrey Márta
- Mihályffy Béla
- Vizy Béla